# Ернст-Роберт Гравіц
Ернст-Роберт Гравіц (нім. Ernst-Robert Grawitz; 8 червня 1899, Шарлоттенбург — 24 квітня 1945, Бабельсберг) — німецький лікар, професор, начальник медичної служби СС, начальник Головного управління Німецького Червоного Хреста, обергруппенфюрер СС і генерал військ СС (20 квітня 1944). 

## Біографія

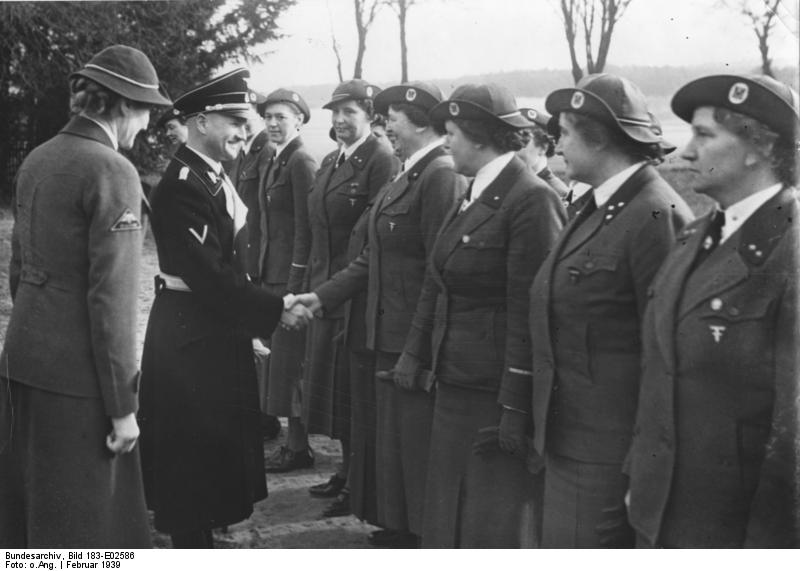
Ернст-Роберт Гравіц вітає першокурсниць Школи імперських керівників Німецького Червоного Хреста (Людвігсфельде, лютий 1939).

Народився 8 червня 1899 року в Шарлоттенбурзі в родині військового лікаря Ернста Гравіца (1860 — 1911) та його дружини Гелени (14 жовтня 1869 — ?), уродженої Лібау. Онук відомого німецького лікаря Пауля Гравіца. У 1917 році вступив добровольцем в німецьку армію, потрапив в полон до британським військам, закінчив війну у званні лейтенанта.
Після свого звільнення в 1919 році вступив в Берлінський університет імені Гумбольдта на медичний факультет. В листопаді 1919 року був членом фрайкору «Олімпія». У 1929 році захистив диплом і почав працювати асистентом хірурга в одній з лікарень Берліна.
1 липня 1933 вступив в СС в чині штурмбаннфюрера. У 1935 році Гіммлер призначив Гравіца начальником медичної служби СС і поліції. Під його безпосереднім керівництвом і з його санкції проводилися експерименти над в'язнями концентраційних таборів. Крім того, курирував дослідницьку роботу в різних інститутах СС.
В кінці Другої світової війни працював в бункері Гітлера. Дізнавшись про наближення Червоної Армії, клопотав про переведення в інше місце, але йому було відмовлено. Після цього, 24 квітень 1945, Гравіц наклав на себе руки у своїй садибі в Бабельсберзі (адрес - колишня вулиця СА, 59): підірвав себе двома гранатами разом із дружиною та дітьми. 

## Особисте життя
Був одружений з Ільзою Тауберт, старшою дочкою Зіґфріда Тауберта. В шлюбі народились 5 дітей.

## Експерименти над людьми
З ініціативи Гравіца у концентраційному таборі Равенсбрюк під кервівництвом Карла Гебгардта на 60 поляках провели експерименти з лікування газової гангрени за допомогою сульфаніламідних препаратів. Для цього піддослідним наносили «абсолютно бойові рани» із подальшим введенням в них бруду, скланих осколків тощо з метою виклику гангрени.
В 1943 році Гравіц попросив Гіммлера надати йому 8 ув'язнених концтаборів для експериментів з вірусним гепатитом. У своєму листі він зазначив, що, згідно з даними досліджень, гепатит передається вірусами, а не бактеріями. Гіммлер надав Гравіцу 8 євреїв з КТ Аушвіц. Експерименти проводили у КТ Заксенгаузен.
Під час Нюрнберзького процесу над лікарями діяльність Гравіца була оцінена як злочинна.

## Звання[7]
- Фанен-юнкер (4 червня 1917)
- Фанен-юнкер-єфрейтор (31 серпня або 9 вересня 1917)
- Фанен-юнкер-унтер-офіцер (Обер-єгер) (5 або 10 березня 1918)
- Фенріх (16 липня 1918)
- Характерний лейтенант (4 травня 1920) - отримав перед звільненням із рейхсверу.
- Труппфюрер СС (1932)
- Штурмбаннфюрер СС (1 липня 1933)
- Оберштурмбаннфюрер СС (16 серпня 1933)
- Штандартенфюрер СС (5 травня 1934)
- Лейтенант медичної служби резерву (4 березня 1935)
- Оберфюрер СС (30 березня 1935)
- Обер-лейтенант медичної служби резерву (1 лютого 1936)
- Бригадефюрер СС (20 квітня 1937)
- Гауптман медичної служби резерву (16 березня 1938)
- Майор медичної служби резерву (1938 або 1939)
- Группенфюрер СС і генерал-лейтенант військ СС (1 жовтня 1942)
- Обергруппенфюрер СС і генерал військ СС (20 квітня 1944)

## Нагороди[7]
- Залізний хрест 2-го класу (10 серпня 1920)
- Почесний кинджал СС (16 лютого 1934)
- Почесний кут старих бійців (лютий 1934)
- Почесний хрест ветерана війни з мечами
- Йольський свічник (16 грудня 1935)
- Німецька імперська відзнака за фізичну підготовку в сріблі (29 червня 1936)
- Спортивний знак СА в бронзі (12 січня 1937)
- Кільце «Мертва голова»
- Почесна шпага рейхсфюрера СС (12 січня 1937)
- Цивільний знак СС
- Хрест Заслуг Червоного Хреста вільного міста Данцига 2-го і 1-го ступеня (1 вересня 1937)
- Почесний знак Німецького Червоного Хреста
  - 1-го класу
  - Зірка (6 вересня 1937)
- Почесний знак Червоного Хреста вільного міста Данцига (18 листопада 1937) — рання версія знаку без свастики.
- Великий офіцер ордена Корони Італії (13 грудня 1937) - нагороджений Бернардо Аттоліко.
- Медаль «За вислугу років в НСДАП» в бронзі (10 років)
- Застібка до Залізного хреста 2-го класу (22 червня 1940) — нагороджений Теодором Айке.
- Медаль «За будівництво оборонних укріплень» (24 жовтня 1940)
- Хрест Воєнних заслуг 2-го і 1-го класу з мечами (1 грудня 1941) — отримав 2 нагроди одночасно.
- Командор ордена Заслуг (Угорщина)
- Командор 1-го класу ордена Білої Троянди з мечами (Фінляндія) (26 січня або 30 червня 1942)
- Почесний знак протиповітряної оборони 1-го ступеня (25 березня 1943)

## Образ у кінематографі
| Рік  | Фільм  | Актор           |
| ---- | ------ | --------------- |
| 2004 | Бункер | Крістіан Генінг |